# Salmeroncillos de Arriba
Salmeroncillos de Arriba es una localidad del municipio conquense de Salmeroncillos, en la Comunidad Autónoma de Castilla-La Mancha (España). 
La iglesia está dedicada a Nuestra Señora de la Zarza.

## Localidades limítrofes
Confina con las siguientes localidades:
- Al norte con Villaescusa de Palositos.
- Al noreste con Salmerón.
- Al sureste con Valdeolivas.
- Al sur con Salmeroncillos de Abajo.
- Al suroeste con Millana.
- Al noroeste con Escamilla.

## Demografía
Evolución de la población
| Gráfica de evolución demográfica de Salmeroncillos de Arriba entre 2000 y 2018 |
|                                                                                |
| Población de derecho (2000-2017) según el padrón municipal del INE             |

## Historia
Así se describe a Salmeroncillos de Arriba en el tomo XIII del Diccionario geográfico-estadístico-histórico de España y sus posesiones de Ultramar, obra impulsada por Pascual Madoz a mediados del siglo XIX:

Villa agregada al ayuntamiento de Salmeroncillos de Abajo, en la provincia y diócesis de Cuenca (10 leguas), partido judicial de Priego (3), audiencia territorial de Albacete (30) y capitanía general de Castilla la Nueva (Madrid 20). Situada al extremo N de la provincia en terreno llano, frío, bien ventilado y propenso a tercianas, constipados y viruelas. Consta de 67 casas; una fuente de buena agua dentro de la población y varias fuera; iglesia parroquial (Santa María Magdalena) aneja de la de Salmeroncillos de Abajo. El término confina por N con el de Salmerón; E Valdeolivas; S Alcocer, y O Millana y Escamilla; su terreno es de mediana calidad, y algunas veguitas se riegan por un riachuelo que viene de Castilforte y se incorpora al Guadiela, le cruza un puente titulado Garibay y es el punto divisorio de esta provincia y la de Guadalajara; no hay en su término otro monte que del de que se habla en Salmeroncillos de Abajo, y sí algunos árboles frutales; los caminos son locales y en regular estado; la correspondencia se recibe de Sacedón los miércoles, viernes y domingos, y sale los lunes, jueves y sábados de cada semana. Producciones: trigo, aceite, vino, frutas, legumbres, patatas y judías; la más considerable es la de aceite; se cría ganado lanar y vacuno aunque en corta cantidad, y caza de liebres, perdices y conejos. Industria: (V. Salmeroncillos de Abajo). Comercio: la venta de cereales y el tráfico de muletas a que se dedican algunos de sus vecinos. Población: 68 vecinos, 270 almas. Capital productivo e imponible: (V. su ayuntamiento).
Diccionario geográfico-estadístico-histórico de España y sus posesiones de Ultramar